# Anna Fles
Anna Fles, ook bekend onder het pseudoniem A.M. Eldar, (Utrecht, 20 januari 1854 — aldaar, 17 november 1906) was een Utrechtse spraak- en zanglerares, schrijfster en tekstdichteres.
Anna Fles schreef het eerste Nederlandse leerboek over spreek- en zangtechnieken: Spreken en Zingen (1886). Het lesboek is na ruim 135 jaar nog altijd in druk (50e druk in 2023).
Ze was oprichtster en voorzitster van het Utrechtse Palestrinakoor en stichtte de Utrechtse Muziekvereeniging. Ze schreef liedjes als 'De meimaand is in 't land, lief kind' ('Meiliedje') en 'Zie, hoe het vriend'lijke zonlicht schittert op weide en op woud' ('Zonnelied'), die beide werden opgenomen in de populaire zangbundel Kun je nog zingen, zing dan mee. Haar liedteksten werden veelal op muziek gezet door Catharina van Rennes.
Fles was bevriend met Frederik van Eeden en zij vertaalde zijn roman De kleine Johannes in 1892 naar het Duits.

## Persoonlijk
Anna Fles werd geboren in Utrecht. Haar vader, Joseph Alexander Fles (1819-1905), had een oogheelkundepraktijk en was leraar aan de kweekschool voor militaire geneeskunde. Haar moeder, Theunisijna Albertina Kranenborg (1827-1878), was amateurschilderes en lid van het Utrechtse Genootschap Kunstliefde. Zij woonden eerst op het Munsterkerkhof (het huidige Domplein), later aan de Maliebaan.
Anna Fles had een jongere zus, de latere kunstenares, schrijfster en kunstcritica Etha Fles (1857-1948). Etha Fles ging naar de Rijksacademie voor Beeldende Kunsten in Amsterdam en was in 1895 medeoprichtster van de Utrechtse Vereniging Voor de Kunst (1895-1938), waarvoor zij tentoonstellingen organiseerde. Ze schreef kunstkritieken en enkele kunsthistorische werken, waaronder Inleiding tot een kunstgeschiedenis (1903) en Handboek der Kunstgeschiedenis (1935).
Het welgestelde gezin Fles nodigde veel mensen uit het Utrechtse culturele leven bij hen thuis uit voor discussieavonden en soirees : kunstenaars, schrijvers, musici en academici. Hieronder bijvoorbeeld Jan Toorop, Jan Veth, Anton Mauve en Isaac Israëls, de schrijvers Frederik van Eeden en Albert Verwey, musici als Hugo Nolthenius, Catharina van Rennes en redacteuren van het literaire tijdschrift De Nieuwe Gids. Ook Johannes Brahms en Clara Schumann waren er te gast en speelden bij die gelegenheden piano bij hen. Etha Fles raakte goed bevriend met Amsterdamse kunstenaars als Jan Veth, Richard Roland Holst, Antoon Derkinderen, Jo Besier en Jan Toorop. Dankzij de contacten van haar moeder en later haar zus had Anna Fles ruime toegang tot het literaire en culturele leven in en rond Utrecht en Amsterdam.

## Werk
Anna Fles studeerde zang in Duitsland. Na haar studie ging zij werken als spraak- en zanglerares (onder meer aan de Toonkunst-muziekschool in Amersfoort). Zij richtte zich hierbij met name op het scholen van de stem en de uitspraak van zangers.
Zij schreef een tiental kinderliedjes, die gewoonlijk op muziek werden gezet door Catharina van Rennes. In de uitgaven zijn vaak ook andere tekstdichters opgenomen, zoals Jacoba Mossel, Hendrika van Tussenbroek en Anna Sutorius.
Twee van haar liedjes werden opgenomen in de liedbundel Kun je nog zingen, zing dan mee (3e druk in 1911; mogelijk al in 1e druk van 1906). Het ging om 'De meimaand is in 't land, lief kind' (Meiliedje) en 'Zie, hoe het vriend'lijke zonlicht schittert op weide en op woud' (Zonnelied), beide met muziek van Rennes. Door de populariteit en lange drukgeschiedenis van dit liedboek (41e druk in 1986) bleven dit decennialang in ruime kring bekende liedjes.
Met het Palestrina-koor gaf zij uitvoeringen door het hele land, onder meer in Den Haag, Rotterdam, Haarlem en Leiden. Haar kinderliedje over Klaas Vaak, 'Daar kom ik in het schemeruur / De trappen op geslopen' werd opgenomen in Kun je nog zingen, zing dan mee! Voor jonge kinderen (1912).

Anna Fles overleed in 1906, in de leeftijd van 52 jaar. Zij werd begraven op begraafplaats Soestbergen in Utrecht. Het Algemeen Handelsblad vermeldt dat bij haar begrafenis onder meer Alphons Diepenbrock, Willem Petri, Hendrik Zwaardemaker en Lodewijk van Deyssel aanwezig waren. Frederik van Eeden bleef weg, omdat er op dat moment verwijdering tussen hen was, maar schrijft wel over haar overlijden in zijn dagboek: 
Gisteren is Anna Fles begraven. Martha ging er heen, en het was mooi. Ik hield van haar, hoewel we tweemalen van elkaar vervreemd zijn, eens door Betsy, en eens door Bertha. Maar ze waardeerde mij ten slotte toch en ik haar evenzeer. Het doet mij leed dat ik haar nog niet éénmaal voor haar dood vertrouwelijk heb kunnen spreken. Maar ach! er blijft zooveel onopgelost en onafgedaan bij ons leven.
In verschillende kranten en tijdschriften verschenen na haar overlijden necrologieën. Na haar overlijden liet zij een bedrag van 5000 gulden na aan de Maatschappij Caecilia, die het tijdschrift Caecilia; algemeen muzikaal tijdschrift van Nederland uitgaf.
Op haar grafsteen staat een tekst van Abraham Mendelssohn, de vader van Felix Mendelssohn Bartholdy: "Dies ist meine Religion – Ich weiss dass es in allen Menschen einen ewigen Hang zu allem guten, wahren und rechten und ein Gewissen giebt".

## Uitgaven
Selectie uit de liedbundels en boeken over zangkunst van Anna Fles.

### Liedbundels met liedteksten van Anna Fles
- ca. 1886[12] - Jong-Holland: eenstemmige kinderliederen met pianobegeleiding, teksten van Anna Fles en Jacoba Mossel, muziek van Catharina van Rennes (Deierkauf, Utrecht; latere drukken bij Wagenaar, Utrecht) (26e druk, 1900). Bevat: 'Kindren van één vader', Jacoba Mossel / 'Meiliedje', Anna Fles / 'Dankbaarheid', Anna Fles / 'Een man een man! een woord een woord!', Jacoba Mossel / 'Het liefste plekje', Jacoba Mossel / 'Zonnestraaltje', J.A.D. Molster / 'Klaas Vaak', Anna Fles / 'Vaderlandsch lied', Anna Fles
- 1885 - Moeders jaardag, woorden van Anna Fles, muziek Catharina van Rennes (Brix von Wahlberg, later Alsbach, Amsterdam) (23e druk ca. 19xx)
- 1889 - Meizoentjes: 12 kinderliederen met pianobegeleiding  (Deierkauf, Utrecht) (7e druk, Wagenaar, Utrecht). In deel 2: 'Sluimer, lief vogelijn'
- 1886 - Lenteleven: 5 tweestemmige liederen met pianobegeleiding (Brix von Wahlberg, Amsterdam). Hierin: 'Lente'
- 1887 - Drie liederen: met pianobegeleiding, muziek van Catharina van Rennes (Beijers, Utrecht) (62e druk 19xx, Wagenaar, Utrecht). Bevat: 'Zonneliedje', Anna Fles / 'Verraden', C. Honigh / 'Nacht', W.L. Welter
- 18xx - Speelse wijsjes: 16 uitgezochte liedekes van Catharina van Rennes; teksten van o.m. Jacoba Mossel, Anna Fles, Anna Sutorius, Agatha Snellen en A. van Harpen Kuyper (Wagenaar, Utrecht). Hierin: 'Meiliedje'; 'Klaas Vaak'; en 'Sluimer lief vogelijn'
- 19xx - Ons lied; een nieuwe bundel voor de zondagschool (Robijns, Nijmegen). Bevat 141 liedjes van o.m. Catharina van Rennes, Anna Fles en Hendrika van Tussenbroek
- 1911 - Kun je nog zingen, zing dan mee! 100 algemeen bekende schoolliederen, J. Veldkamp en K. de Boer. (P. Noordhoff, Groningen), 1911 (derde, vermeerderde, druk). Hierin: 'De meimaand is in 't land, lief kind' ('Meiliedje') en 'Zie hoe het vriend'lijke zonlicht' ('Zonnelied') - beide op muziek van Catharina van Rennes

### Vertalingen uit en naar het Duits
- 189x - Voor zingende kinderen, bijeenverz. en in 't Hollandsch vert. uit het Duits door Anna Fles en Clara de Voogt (Wagenaar, Utrecht), 2 dln.
- 1892 - Der kleine Johannes, von Frederik van Eeden. Übersetzt aus dem Holländischen von Anna Fles (Otto Hendel, Halle a.d. S.). Vertaling van De kleine Johannes
- 1895 - Ein Büchlein von der Singekunst, aus einigen Werken älterer Meister zusammengest. von Anna Fles (Wagenaar, Utrecht; Breitkopf und Hartel, Leipzig)

### Uitgaven onder de naam A.M. Eldar
- 1886 - A.M. Eldar, Spreken en zingen (Mijs, Tiel), (49e herziene druk 2018, Koninklijke Van Gorcum, Assen)
- 1894 - A.M. Eldar, Iets over "registers" in de menschelijke stem (naar aanleiding van eene causerie, gehouden op 8 januari '94 te Amsterdam), (P.H. Reyers, Utrecht)
- 1898 - A.M. Eldar, Zangoefeningen voor het eerste studiejaar (Mijs, Tiel)